# Вулиця Церетелі (Львів)
Ву́лиця Церетелі — вулиця у Залізничному районі міста Львова, в місцевості Сигнівка. Сполучає вулиці Кавказьку та Грузинську.

## Історія
Вулиця виникла на початку XX століття у складі передміського селища Сигнівка. Після входження селища до меж міста 11 квітня 1930 року, вулиці колишнього села були перейменовані або ж новоутвореним вулицям надавалися певні назви. Так, 1938 року отримала назву вулиця Кольбушевського, на честь польського історика літератури Казімєжа Кольбушевського (1884-1943). 1963 року перейменована на вулицю Революціонерів. Сучасна назва вулиця Церетелі, походить з 1993 року, на честь грузинського поета, письменника, ідейного лідера національно-визвольного руху Грузії Акакія Церетелі.

## Забудова
Забудова вулиці Акакія Церетелі — одноповерховий конструктивізм 1930-х років, нові індивідуальні забудови. У 1935—1938 роках на нинішніх вулицях Гречаній, Церетелі, Грузинській та Кавказькій виникла колонія індивідуальних будинків Товариства робітничих осель (пол. TOR). Колонія складалася з одноповерхових спарених будинків двох типів, які продавалися в кредит. Коштом міста тут збудували дитячий садочок та семикласну школу. Нині лише декілька з-понад сотні будинків зберегли свій первісний вигляд.